# Police (Zlín)
Police é uma comuna checa localizada na região de Zlín, distrito de Vsetín.